# Lluïsa de Nassau-Ottweiler
Lluïsa de Nassau-Ottweiler va néixer a Ottweiler (Alemanya) el 17 de desembre de 1686 i va morir a Dhaun el 16 d'abril de 1773. Era una noble alemanya filla del comte Frederic Lluís de Nassau-Ottweiler i de Cristiana de Ahlefeldt (1659-1695).

## Matrimoni i fills
El 19 de gener de 1704 es va casar a Ottweiler amb Carles de Salm-Dhaun (1675-1733), fill del comte Joan Felip II de Salm-Dhaun (1645-1693) i d'Anna Caterina de Nassau-Ottweiler (1653-1731). El matrimoni va tenir deu fills:
- Caterina Lluïsa (1705-1786)
- Carolina (1706-1786), casada amb Carles Lluís de Leiningen-Dagsburg-Hardenburg
- Cristina (1710-1773)
- Guillemina (1711-1732)
- Albertina (1716)
- Carles August (1718-1732)
- Sofia Carlota (1719-1799), casada amb Joan de Pfalz-Gelnhausen
- Lluïsa (1721-1791), casada amb Guillem Lluís de Kirchberg (1709-1751).
- Joan Felip III (1724-1742)
- Joana Lluïsa (1725)